# اریک جانسون (بازیگر)
اریک جانسون (به انگلیسی: Eric Johnson) (زاده ۷ اوت ۱۹۷۹) بازیگر کانادایی است. او بخاطر بازی در نقش فلش گوردون در مجموعه تلویزیونی فلش گوردون، نقش ویتنی فوردمن در مجموعه تلویزیونی اسمالویل و نقش کارآگاه لوک کالاهان در مجموعه تلویزیونی پلیس‌های تازه‌کار شناخته شده‌است.

## مسیر شغلی
جانسون در نه سالگی کار بازیگری را در یک شرکت تئاتر در ادمونتون به نام ستاره قطبی صحنه آغاز کرد.
جانسون در فیلم افسانه‌های خزان، نقش جوانی شخصیت برد پیت را بازی کرد. در کانادا، جانسون نقش اصلی را در فیلم اهانت داشت. اما بالاخره در سال ۲۰۰۱ در اسمالویل بود که با نقش ویتنی فوردمن، رقیب کلارک کنت، مشهور شد.
جانسون در مجموعه جدید تلویزیونی فلش گوردون که در آگوست ۲۰۰۷ پخش شد، نقش اصلی را داشت. این مجموعه در آوریل ۲۰۰۸، بعد از تنها یک فصل کنسل شد. در ۲۷نوامبر ۲۰۱۰، در فیلم ممتاز مرا خانم معجزه صدا بزن نقش جیک فینلی را ایفا کرد. در درام پلیسی کانادایی پلیس‌های تازه‌کار نقش لوک کالاهان و در مجموعه آلکاتراز، نقش کال سویینی، یک دزد بانک را بازی کرد. در سال ۲۰۱۲، جانسون در اسپلینتر سل تام کلنسی: فهرست سیاه به جای مایکل ایرنساید صداپیشگی و اجرای فیزیکی سم فیشر را عهده‌دار شد.
در سال ۲۰۱۳، جانسون در درام پزشکی موهبت درنقش یک پزشک بااستعداد و جوان ظاهر شد که شاگرد کلایو اون بود. این مجموعه به‌طور ویژه توسط استیون سودربرگ تهیه شد.
در ۱۲فوریه ۲۰۱۶، جانسون در پنجاه طیف تاریک تر و پنجاه طیف آزادی برای نقش جک هاید انتخاب شد.
او در فیلم ربودن سیناترا و قطار اتمی بازی کرده است.

## زندگی شخصی
در سال ۲۰۰۴، جانسون با ادریا باد که نویسنده و تهیه‌کننده است، ازدواج کرد. آن‌ها سر صحنه فیلمبرداری اسمالویل باهم آشنا شدند که آدریا باد، دستیار شخصی انت اوتول بود. آن‌ها در سال ۲۰۰۷ صاحب یک دختر به نام کالا پریری جانسون شدند.